# Claudia Salas
Claudia Salas (ur. 23 lipca 1994 w Madrycie) – hiszpańska aktorka, znana z roli Rebeki w serialu Szkoła dla elity.

## Życiorys
Urodziła się 23 lipca 1994 w Madrycie. Uczyła się aktorstwa w szkole Arte 4 de Madrid. Zagrała w teatrze w takich spektaklach jak Sen nocy letniej i Bądźmy poważni na serio.
Zadebiutowała w telewizji w 2017 roku, gdy zagrała w serialu Sześć sióstr. W kolejnym roku zagrała w Centro médico i C.R.A.K.S., a w 2019 roku dołączyła do obsady serialu Szkoła dla elity, co przyniosło jej sławę. Ponadto wystąpiła w takich produkcjach jak Enfermeras, Szkoła dla elity - krótkie historie: Guzmán Caye Rebe oraz Zaraza, dzięki której została nominowana do Nagrody Unii aktorów i aktorek w kategorii najlepsza debiutująca aktorka.
W 2019 roku wystąpiła w teledysku do piosenki Danny Paoli Oye Pablo.

## Filmografia
| Rok       | Tytuł                                                  | Rola                  |
| --------- | ------------------------------------------------------ | --------------------- |
| 2017      | Sześć sióstr                                           | ―                     |
| 2018      | Centro médico                                          | ―                     |
| 2018      | C.R.A.K.S.                                             |                       |
| 2019      | Zaraza                                                 | Escalante             |
| 2019-2021 | Szkoła dla elity                                       | Rebeka Parrilla López |
| 2021      | Szkoła dla elity - krótkie historie: Guzmán Caye Rebe  | Rebeka Parrilla López |
| 2021      | Szkoła dla elity - krótkie historie: Omar Ander Alexis | Rebeka Parrilla López |
| 2021      | Enfermeras                                             |                       |